# 丧男的哲学史
丧男的哲学史，是本田透创作的一本书，2006年12月由讲谈社发行。为300多页A5版面，封面绘画由《无限之住人》作者、漫画家沙村广明担当。此外在 (Comic GUMBO)上开展了漫画化（咲良作画）。

## 文献
- 本田透 著  講談社 2006年12月 ISBN 9784062137768